# The Peel Sessions (album de The Cure)
Pour les articles homonymes, voir Peel Sessions.
The Peel Sessions est un EP du groupe The Cure sorti en octobre 1988 sur le label Strange Fruit. Il contient quatre titres enregistrés le 4 décembre 1978 dans les conditions du live pour les besoins du John Peel Show sur la BBC Radio 1. L'émission fut diffusée le 11 décembre 1978.
L'EP s'est classé à la 7e place du UK Independent Singles Chart.

## Liste des titres
Toutes les chansons sont écrites et composées par Robert Smith, Lol Tolhurst et Michael Dempsey.
| No | Titre                | Durée |
| -- | -------------------- | ----- |
| 1. | Killing An Arab      | 2:30  |
| 2. | 10:15 Saturday Night | 3:45  |
| 3. | Fire in Cairo        | 3:20  |
| 4. | Boys Don't Cry       | 2:50  |

## Musiciens
- Robert Smith: guitare, chant
- Michael Dempsey: basse, chœurs
- Lol Tolhurst: batterie, chœurs